# 遠野バイパス
- 日本の道路 > 一般国道 > 国道283号 > 遠野バイパス
- 日本の道路 > 一般国道 > 国道340号 > 遠野バイパス

遠野バイパス（とおのバイパス）は、岩手県遠野市を通る国道283号および国道340号のバイパス道路である。

## 概要
遠野市内に多数ある直角コーナーおよび幅員狭小箇所を解消する目的で1991年に開通。2車線区間がほとんどだが、国道340号との交点付近のみ4車線化されている。青笹から新張までが国道340号との重複区間である。

### 路線データ
- 起点：遠野市青笹町中沢字森田（国道283号上郷道路終点）
- 終点：遠野市綾織町新里字日影（国道396号交点、岩手県道238号遠野住田線起点）

## 歴史
- 1991年（平成3年） - 開通[1]。

## 地理

### 通過する自治体
- 岩手県
  - 遠野市

### 交差する道路
- 国道283号（上郷道路）（遠野市青笹町中沢字森田）
- 岩手県道35号釜石遠野線（遠野市青笹町糠前字長谷場）
- 国道340号 川井方面（遠野市松崎町白岩字新張）
- 国道396号、岩手県道238号遠野住田線（遠野市綾織町新里字日影）